# Kaiserwalzer
Pour les articles homonymes, voir Empereur (homonymie), La Valse de l'Empereur et La Marche de l'empereur.
Kaiser-walzer ou Kaiserwalzer (la valse de l’Empereur ou marche de l'Empereur, en allemand) opus 437 est une célèbre valse-marche viennoise pour orchestre symphonique, composée en 1889 par le compositeur autrichien Johann Strauss II (fils). Elle fait partie de ses œuvres les plus célèbres, avec entre autres Le Beau Danube bleu de 1866, Wiener Blut (Esprit viennois) de 1873, ou La Chauve-Souris de 1874, régulièrement jouées entre autres par l'Orchestre philharmonique de Vienne au concert du nouvel an à Vienne

## Histoire
Johann Strauss II (fils) succède à son père Johann Strauss (père) qu'il surpasse rapidement en célébrité (deux des compositeurs les plus célèbres de l'histoire de la musique classique) à la place de directeur (k.k. Hofball-Musikdirektor (de)) de la musique de bal de la cour de la monarchie danubienne.

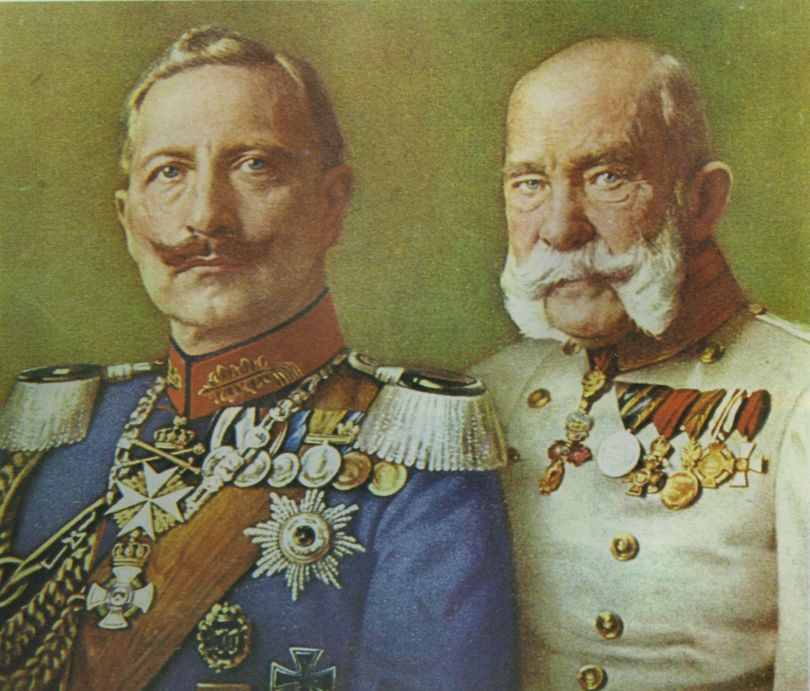
Les empereur allemand Guillaume II d'Allemagne et empereur autrichien François-Joseph Ier d’Autriche.

Johann Strauss (fils) (considéré comme le « roi de la valse viennoise ») compose cette œuvre en 1889 pour l'occasion de l'important renouvellement du pacte d'alliance politique et militaire historique amical des empereur allemand et empereur autrichien de l'Empire allemand et de l'empire d'Autriche-Hongrie (Guillaume II d'Allemagne et François-Joseph Ier d’Autriche),. L’œuvre est composée lors de la visite amicale en Autriche du Kaiser Guillaume II d'Allemagne à François-Joseph Ier d’Autriche, avec pour titre original Hand in Hand (Main dans la Main, en allemand). Leur alliance est confirmée quelques jours avant le concert lors de la visite de l'empereur autrichien à Berlin, capitale de l'Empire allemand. L'éditeur de Strauss Fritz Simrock suggère alors de changer le titre original pour un titre plus diplomatique de Kaiser-Walzer (valse de l'empereur) qui peut être interprétée pour l'un ou l'autre des empereurs. La valse-marche est jouée avec un immense succès international, pour la première fois au Königsbau de Berlin le 21 octobre 1889 sous la direction du compositeur, avec un mélange grandiose de valse romantique, de musique symphonique, et de marche de fanfare de musique militaire.

## Composition
Initialement intitulée main dans la main, la valse avait été conçue pour les empereurs François-Joseph Ier d’Autriche en l’honneur de Guillaume II d'Allemagne. Elle devait symboliser l’amitié entre les deux pays.
Valse 2

## Interprétations notables
La pièce est souvent jouée lors du célèbre concert du nouvel an à Vienne : en 1940, 1942, 1943 et 1944 (Clement Kraus) ; 1947 (Josef Krips) ; 1948 et 1949 (Clement Kraus) ; 1955, 1961, 1965, 1968 et 1975 (Willi Boskovsky) ; 1982 (Lorin Maazel) ; 1987 (Herbert von Karajan) ; 1991 (Claudio Abbado) ; 1996 (Lorin Maazel) ; 2003 (Nikolaus Harnoncourt) ; 2008 (Georges Prêtre) ; 2016 (Mariss Jansons) ; 2021 (Riccardo Muti).

## Reprise
Arnold Schönberg compose un arrangement de la Valse de l'Empereur en 1925 pour son Ensemble Pierrot Lunaire. La pièce lui sert de rappel lors de ses tournées. Cette oeuvre pour petite formation orchestrale offre une lecture plus intime de la fastueuse oeuvre de Strauss.

## Au cinéma

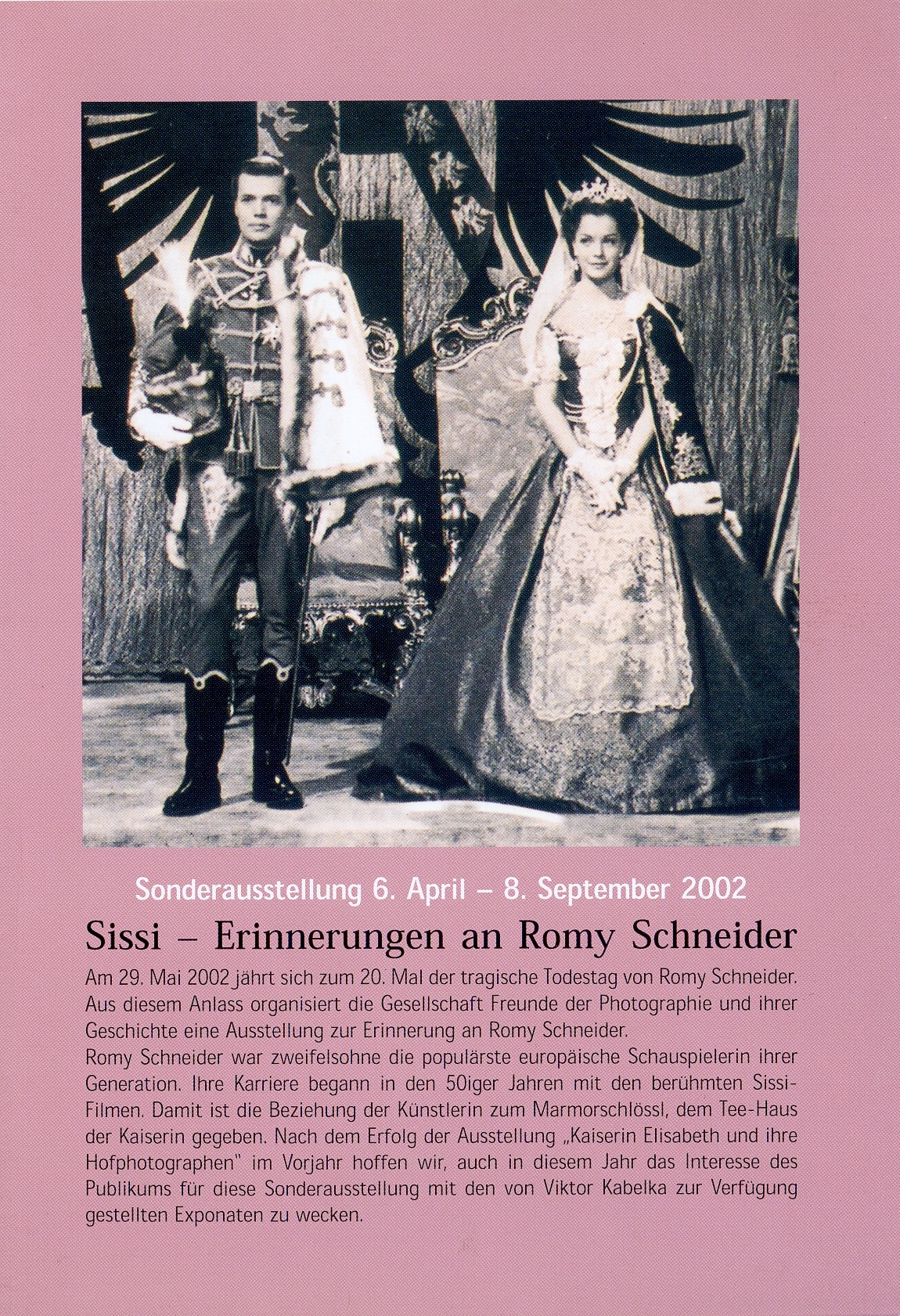
L'empereur autrichien François-Joseph Ier d’Autriche et son épouse Sissi, dans le film Sissi impératrice de 1956, avec Romy Schneider

- 1948 : La Valse de l'empereur, film musical de Billy Wilder
- 1953 : Les hommes préfèrent les blondes, de Phil Karlson, adaptée pour la musique du film Diamonds Are a Girl's Best Friend, de Marilyn Monroe[8].
- 1956 : Sissi impératrice, d'Ernst Marischka, pour une valse de l'impératrice Sissi (Romy Schneider) avec son époux l'empereur François-Joseph Ier d’Autriche au palais du Hofburg de Vienne[9]. L'empereur François-Joseph Ier danse cette valse avec son épouse, l'impératrice Sissi, au palais du Hofburg de Vienne).
- 1962 : Presque des anges, de Walt Disney Pictures, histoire des Petits Chanteurs de Vienne.
- 1987 : Le Dernier Empereur, de Bernardo Bertolucci, histoire biographique du dernier empereur de Chine.
- 2022 :L'impératrice, série Netflix